# Eunice japonica
Eunice japonica är en ringmaskart som beskrevs av Fauchald 1992. Eunice japonica ingår i släktet Eunice och familjen Eunicidae. Inga underarter finns listade i Catalogue of Life.